# Godod
Godod ist eine philippinische Stadtgemeinde in der Provinz Zamboanga del Norte. Sie hat 17.424 Einwohner (Zensus 1. August 2015).

## Baranggays
Godod ist politisch in 17 Baranggays unterteilt.
- Baluno
- Banuangan
- Bunawan
- Dilucot
- Dipopor
- Guisapong
- Limbonga (Limboangan)
- Lomogom
- Mauswagon
- Miampic
- Poblacion
- Raba
- Rambon
- San Pedro
- Sarawagan
- Sianan
- Sioran